# Oliver Uschmann

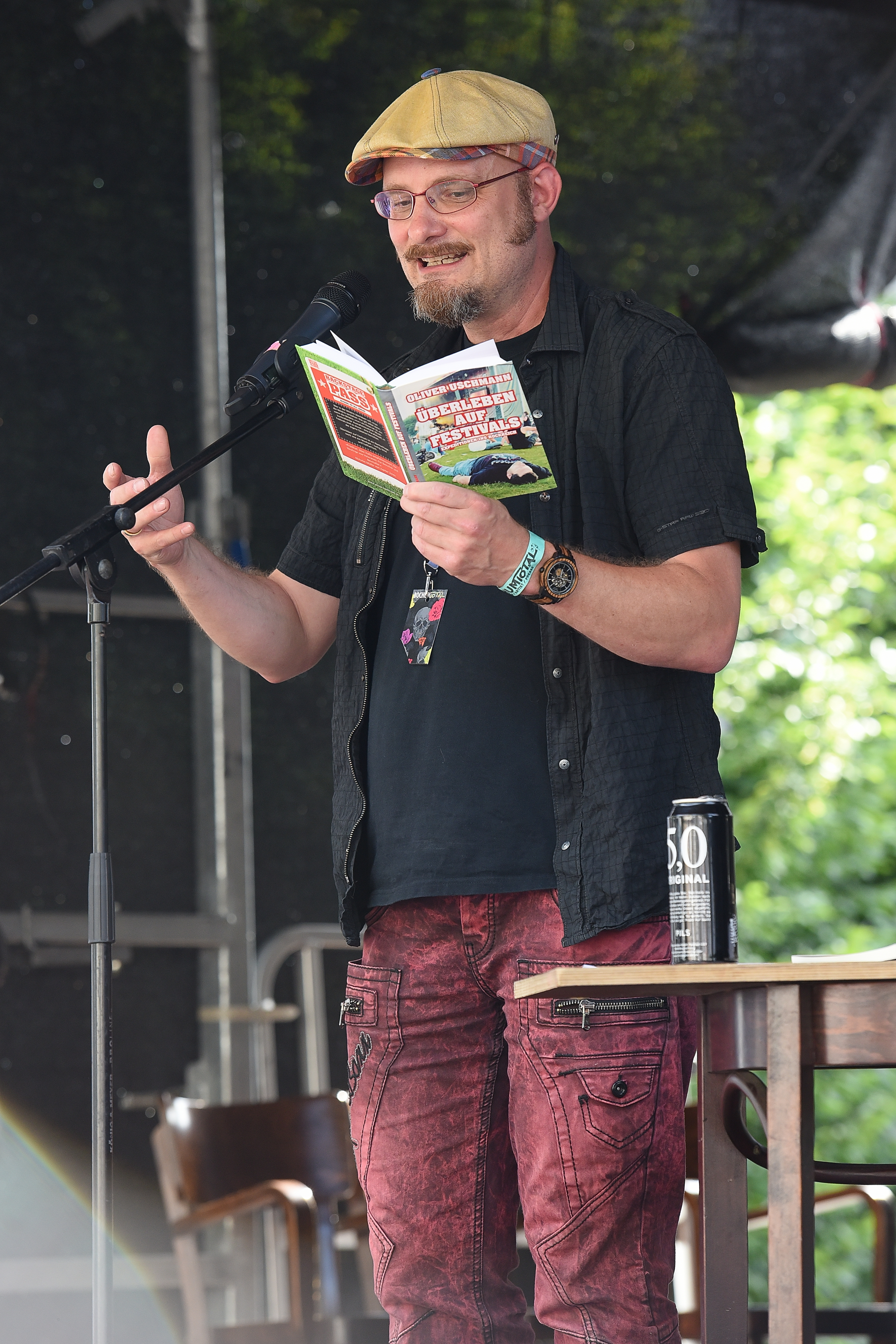
Oliver Uschmann bei Bochum Total 2023

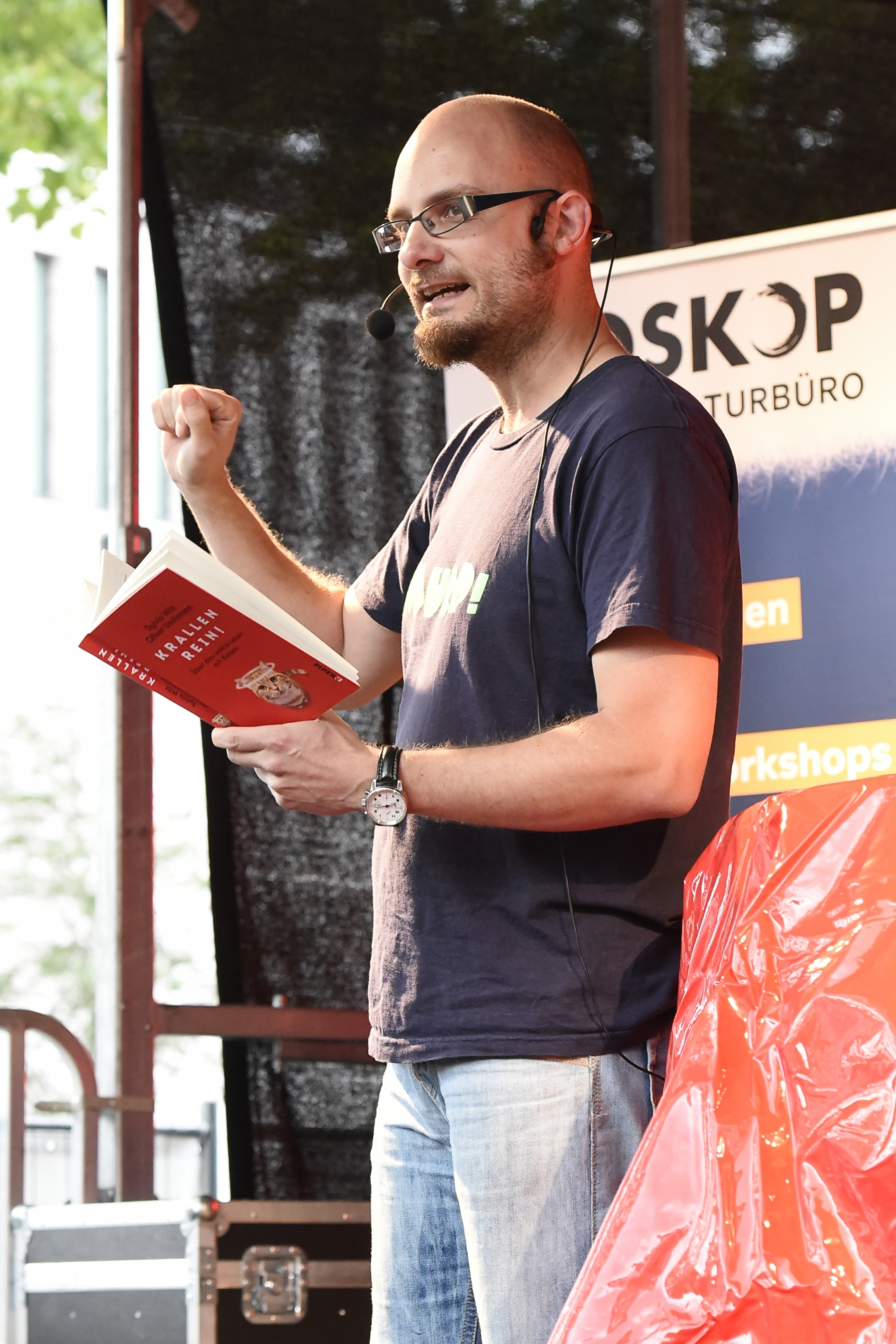
Oliver Uschmann bei Bochum Total 2016

Oliver Uschmann (* 30. Mai 1977 in Wesel) ist ein deutscher Schriftsteller und Journalist.

## Leben und Werk
Oliver Uschmann leistete seinen Zivildienst in der Urologie eines Krankenhauses ab. Später arbeitete er als Getränke-Lieferant, Packer bei UPS und Werbetexter. Seine Magisterarbeit in Germanistik schrieb Uschmann über Franz Kafka. Seitdem arbeitet er als freier Dozent, Ghostwriter, Übersetzer, Nachhilfe- und Schreiblehrer für angehende Autoren und Journalisten.
2005 erschien Uschmanns erster Roman Hartmut und ich im Verlag S. Fischer, auf den 2006 Voll beschäftigt. Ein Hartmut-und-ich-Roman und 2007 Wandelgermanen. Hartmut und ich stehen im Wald folgten. Voll beschäftigt liegt auch als Hörbuch vor, das 2006 unter Mitwirkung von Bela B., Trini Trimpop und Uschmann selbst entstand. 2008 erschien Murp! Hartmut und ich verzetteln sich. 2010 Feindesland. Hartmut und ich in Berlin, in dem Uschmann unter anderem die freiwillige Selbstoffenbarung in sozialen Netzwerken kritisiert. Daneben schreibt Uschmann für die Musikzeitschrift Visions und das Interviewmagazin Galore. Im Jahr 2016 war er Chefredakteur von Galore.
Uschmann bietet kommerziell sein Wissen um literarisches wie journalistisches Schreiben, den Kulturbetrieb, Werbetext, Ghostwriting, Lektorat, Recherche für Universität und Schule sowie Übersetzungen (Englisch-Deutsch/Deutsch-Englisch) sowohl für individuelle Einzelaufträge wie auch in Form von Seminaren und Vorträgen an.
Uschmann ist seit 2009 verheiratet. Seit 2005 lebt er mit seiner Frau Sylvia Witt in Ascheberg (Kreis Coesfeld) im Münsterland, wo er als „Theorieadministrator“ die Internet-Galerie „Haus der Künste“ seiner Frau betreute.

## Werke (Auswahl)

### Bücher
Soloprojekte
- Hartmut und ich. Fischer Taschenbuch Verlag, Frankfurt am Main 2005, ISBN 3-596-16615-2.
- Voll beschäftigt: Ein Hartmut-und-ich-Roman Fischer Taschenbuch Verlag, Frankfurt am Main 2006, ISBN 3-596-17125-3.
- Wandelgermanen: Hartmut und ich stehen im Wald. Scherz Verlag, Frankfurt am Main 2007, ISBN 978-3-502-11051-4.
- Murp! Hartmut und ich verzetteln sich. Scherz Verlag, Frankfurt am Main 2008, ISBN 978-3-502-11050-7.
- Fehlermeldung: Der Mann und seine Krisen. Gütersloher Verlagshaus, Gütersloh 2009, ISBN 978-3-579-06896-1.
- Das Gegenteil von oben. Script 5, Bindlach 2009, ISBN 978-3-8390-0100-4.
- Feindesland: Hartmut und ich in Berlin. Scherz Verlag, Frankfurt am Main 2010, ISBN 978-3-502-11049-1.
- Nicht weit vom Stamm. Script 5, Bindlach 2011, ISBN 978-3-8390-0120-2.
- Überleben auf Festivals: Expeditionen ins Rockreich. Heyne Verlag, München 2012, ISBN 978-3-453-26808-1.
- Finn released. Loewe Verlag, Bindlach 2012, ISBN 978-3-7855-7403-4.
- Finn reloaded. Loewe Verlag, Bindlach 2012, ISBN 978-3-7855-7421-8.
- Finn remixed. Loewe Verlag, Bindlach 2013, ISBN 978-3-7855-7447-8.

mit Sylvia Witt
- Log out! Script 5, Bindlach 2012, ISBN 978-3-8390-0129-5.
- Erdenrund: Hartmut und ich auf Weltreise. Scherz Verlag, Frankfurt am Main 2012, ISBN 978-3-502-11073-6.
- Wenn Männer baden gehen. Lappan Verlag, Oldenburg 2013, ISBN 978-3-8303-3339-5.
- Überleben auf Partys: Expeditionen ins Feierland. Heyne Verlag, München 2013, ISBN 978-3-453-26875-3.
- Überleben beim Fußball: Expeditionen am Ball. Heyne Verlag, München 2014, ISBN 978-3-453-26903-3.
- Bis zum Schluss: Wie man mit dem Tod umgeht, ohne verrückt zu werden. Pantheon Verlag, München 2015, ISBN 978-3-570-55261-2.
- Krallen rein! Über das wahre Leben mit Katzen. Piper Verlag, München; Berlin; Zürich 2016, ISBN 978-3-492-06009-7.
- Die Ampel war grün! Ein Blick in die deutsche Autofahrerseele. Rowohlt Taschenbuch Verlag, Reinbek bei Hamburg 2016, ISBN 978-3-499-27215-8.
- Meer geht nicht, illustriert von Cornelia Niere. Gulliver, Weinheim 2020, ISBN 978-3-407-74997-0.
- Es kommt. Gulliver von Beltz & Gelberg, Weinheim 2021, ISBN 978-3-407-82003-7.
- Lange Krallen: Leonie und ihr Kater auf heißer Spur, illustriert von Timo Grubing. Gulliver von Beltz & Gelberg, Weinheim 2022, ISBN 978-3-407-81276-6.
- Alles was du denkst. Gulliver von Beltz & Gelberg, Weinheim 2023, ISBN 978-3-407-82392-2.
- Ziemlich zappenduster, illustriert von Kathrin Rödl. Gulliver, Weinheim 2024, ISBN 978-3-407-81339-8.

Als Auftragsschriftsteller (mit Sylvia Witt)
- Jan Brechmann: Ein Fliesenleger fugt sich durch: Eine Handwerker-Doku-Soap. Albrecht Knaus Verlag, München 2014, ISBN 978-3-8135-0597-9.
- Andreas Schorsch: Wofür sitzen Sie eigentlich hier? Geschichten vom DB-Service-Point. Goldmann Verlag, München 2015, ISBN 978-3-442-15845-4.
- Andreas Schorsch: Da kann ich ja gleich zu Fuß gehen! Neue Geschichten vom DB-Service-Point. Goldmann Verlag, München 2016, ISBN 978-3-442-15904-8.

### Hörbücher
- Hartmut und ich: Ein Männer-WG-Hörbuch. mit einem Vorwort von Oliver Uschmann, gelesen von Ingo Naujoks. Patmos audio, 2009, ISBN 978-3-491-91303-5.
- Wandelgermanen – Hartmut und ich stehen im Wald. mit einem Vorwort von Oliver Uschmann, gelesen von Ingo Naujoks. Patmos audio, Düsseldorf 2008, ISBN 978-3-491-91276-2.
- MURP! - Hartmut und ich verzetteln sich. mit einem Vorwort von Oliver Uschmann, gelesen von Ingo Naujoks, mit Gastauftritten von Fräulein Schneider, Axel Prahl, K. Dieter Klebsch, Simon Jäger und Oliver Uschmann und dem Titelsong von Axel Bosse und Oliver Uschmann. Patmos audio, Düsseldorf 2009, ISBN 978-3-491-91291-5.
- Überleben auf Festivals: Expeditionen ins Rockreich. gelesen von Simon Gosejohann. Random House Audio, 2012, ISBN 978-3-8371-1319-8.

## Auszeichnungen
- Förderpreis des Landes Nordrhein-Westfalen für junge Künstlerinnen und Künstler (Sparte Dichtung, Schriftstellerei) 2008